# Mimetus syllepsicus
Mimetus syllepsicus är en spindelart som beskrevs av Nicholas Marcellus Hentz 1832. Mimetus syllepsicus ingår i släktet Mimetus och familjen kaparspindlar. Utöver nominatformen finns också underarten M. s. molestus.